# Oshiro Yuto
Oshiro Yuto (sinh ngày 19 tháng 10 năm 1996) là một cầu thủ bóng đá người Nhật Bản.

## Sự nghiệp câu lạc bộ
Oshiro Yuto hiện đang chơi cho AC Nagano Parceiro.